# Élisabeth Vigée-Lebrun
Élisabeth-Louise Vigée Le Brun (ur. 16 kwietnia 1755 w Paryżu, zm. 30 marca 1842 w Louveciennes) – francuska malarka, najsłynniejsza malarka XVIII wieku. Była portrecistką królowej Francji Marii Antoniny.

## Życiorys
Urodziła się w Paryżu, była córką malarza, który był jej pierwszym nauczycielem. Zmarł po wypadku zadławienia się ością, gdy malarka miała 10 lat. Artystka uczyła się następnie od Gabriela François Doyena, Jeana-Baptiste’a Greuzego, Josepha Verneta i innych mistrzów XVIII-wiecznych. Swoje pierwsze profesjonalne portrety namalowała, kiedy była nastolatką. 25 października 1774 została członkinią Académie de Saint Luc.
W 1776 wyszła za mąż za Jean-Baptiste-Pierre’a Le Bruna, malarza i handlarza obrazami. Została portrecistką arystokracji i z dnia na dzień stawała się coraz bardziej sławna. W końcu została zaproszona do pałacu w Wersalu, żeby namalować portret samej Marii Antoniny. Królowa była tak zachwycona jej dziełem, że przez następne kilka lat Élisabeth Vigée-Lebrun namalowała jeszcze kilka innych portretów królowej, jej dzieci, innych członków rodziny królewskiej i domowników pałacu wersalskiego.
12 lutego 1780 urodziła córkę – Jeanne-Julie-Louise. W 1781 razem z mężem pojechała do Flandrii i Holandii. Tam obrazy flandryjskich mistrzów zainspirowały ją do spróbowania nowej techniki malarskiej. Namalowała tam portrety kilku arystokratów, w tym portret księcia Nassau – Wilhelma Holenderskiego.
31 maja 1783 została członkinią francuskiej Królewskiej Akademii Malarstwa i Rzeźby. Podczas rewolucji francuskiej uciekła z Francji i podróżowała m.in. po Włoszech, Austrii i Rosji. Uciekinierka z ogarniętego rewolucją kraju, utrzymywała się ze swej pracy, przyjmując zlecenia z dworów Wiednia, Petersburga i Berlina. Doceniali ją także i polscy magnaci, m.in. Radziwiłłowie i Potoccy, którzy też chcieli mieć w swych kolekcjach portrety jej autorstwa. Ponad 30 dzieł malarskich wykonała w Polsce. Obecnie w Polsce znajduje się osiem jej obrazów w różnych kolekcjach, np. w zamku w Łańcucie.
Podczas rządów cesarza Napoleona Bonaparte ponownie wróciła do Francji, potem znowu wyjechała i odwiedziła Wielką Brytanię.
Tam namalowała znowu kilka portretów arystokracji m.in. portret lorda Byrona. W 1807 pojechała do Szwajcarii i tam została honorową członkinią Société pour l'Avancement des Beaux-Arts w Genewie.

## Niektóre prace
- Autoportret w słomkowym kapeluszu (1783), National Gallery w Londynie
- Autoportret z córką, Julie (Jeanne Julie Louise, dite Julie) – 1786 Luwr, Paryż
- Maria Antonina z dziećmi (Maria Antonina Austriaczka, Ludwik XVII Burbon, Ludwik Józef Burbon, Maria Teresa Charlotta Burbon) – 1787, Pałac wersalski
- Autoportret z córką (1789) Luwr, Paryż
- Autoportret (1790) Galeria Uffizi, Florencja
- Pelagia z Potockich Sapieżyna (1794), Zamek Królewski w Warszawie
- Portret Marie-Caroline von Thun, Lady Gillford (ok. 1792/1793), Muzeum Narodowe w Warszawie
- Stanisław August Poniatowski, król Polski (1797), Pałac wersalski
- Portret Teresy Czartoryskiej (1785-1868) (1801), Muzeum Ziemi Tarnowskiej w Tarnowie
- Portret Anieli z Radziwiłłów Czartoryskiej (1802), Muzeum Narodowe w Warszawie
- Helena z Przeździeckich Radziwiłłowa (1753-1821) (ok. 1805), Muzeum Narodowe w Warszawie
- Portret Heleny Apolonii z Massalskich Potockiej (1808), Muzeum Narodowe w Warszawie
- Portret Fanny Biron von Curland, księżnej kurlandzkiej (1810), Muzeum Narodowe we Wrocławiu

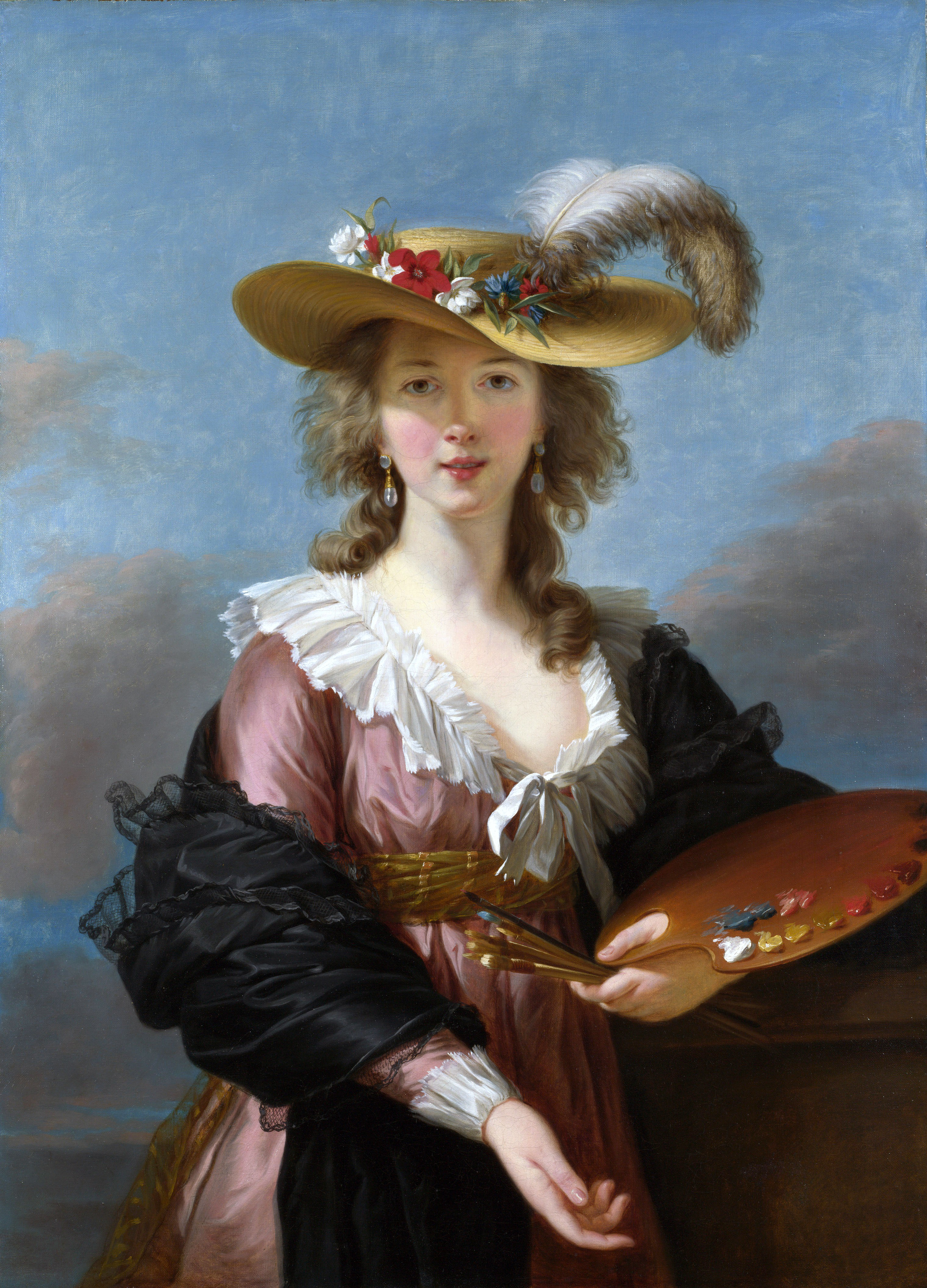
Autoportret w słomkowym kapeluszu (1782) National Gallery w Londynie
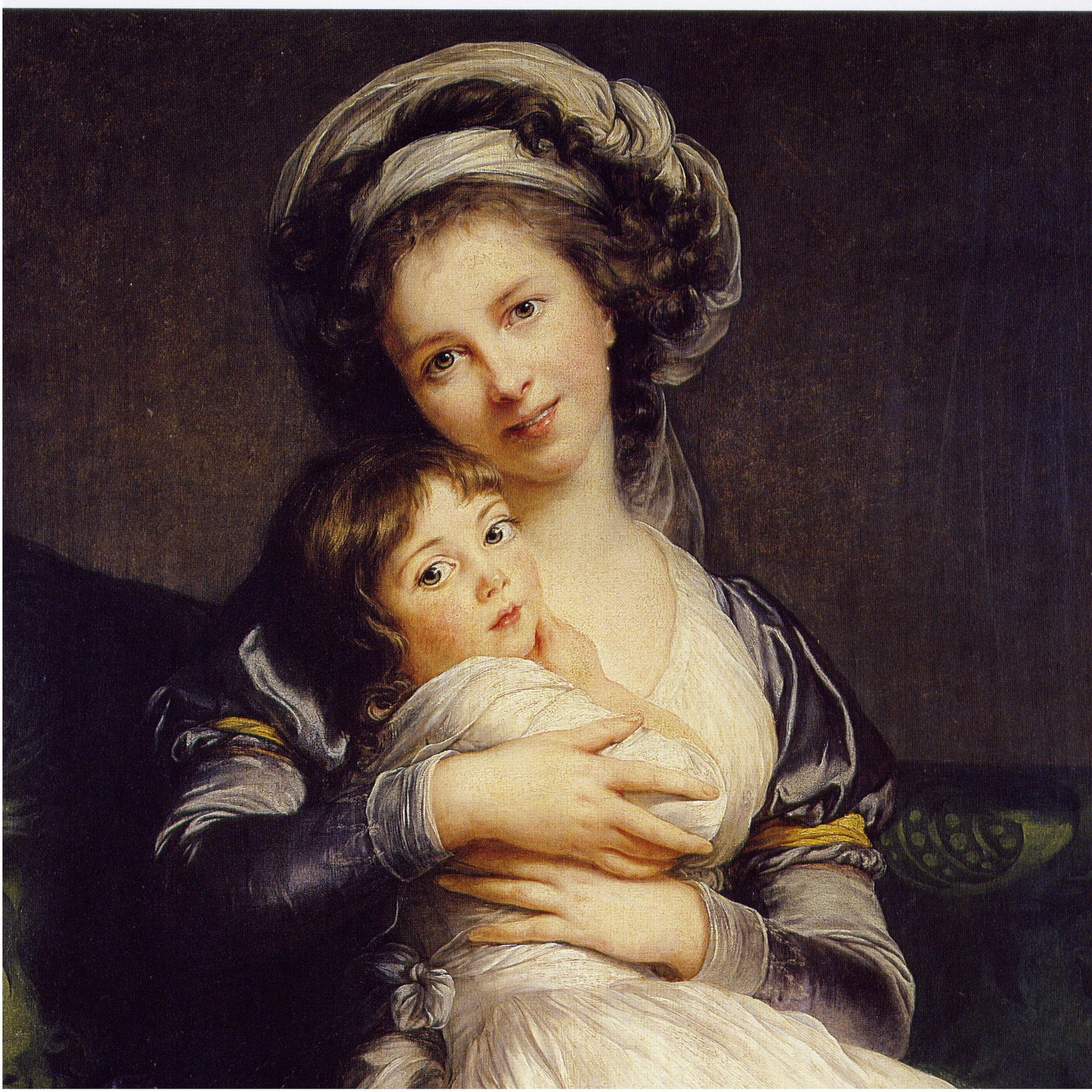
Autoportret z córką, Julie (Jeanne Julie Louise, dite Julie) (1786)
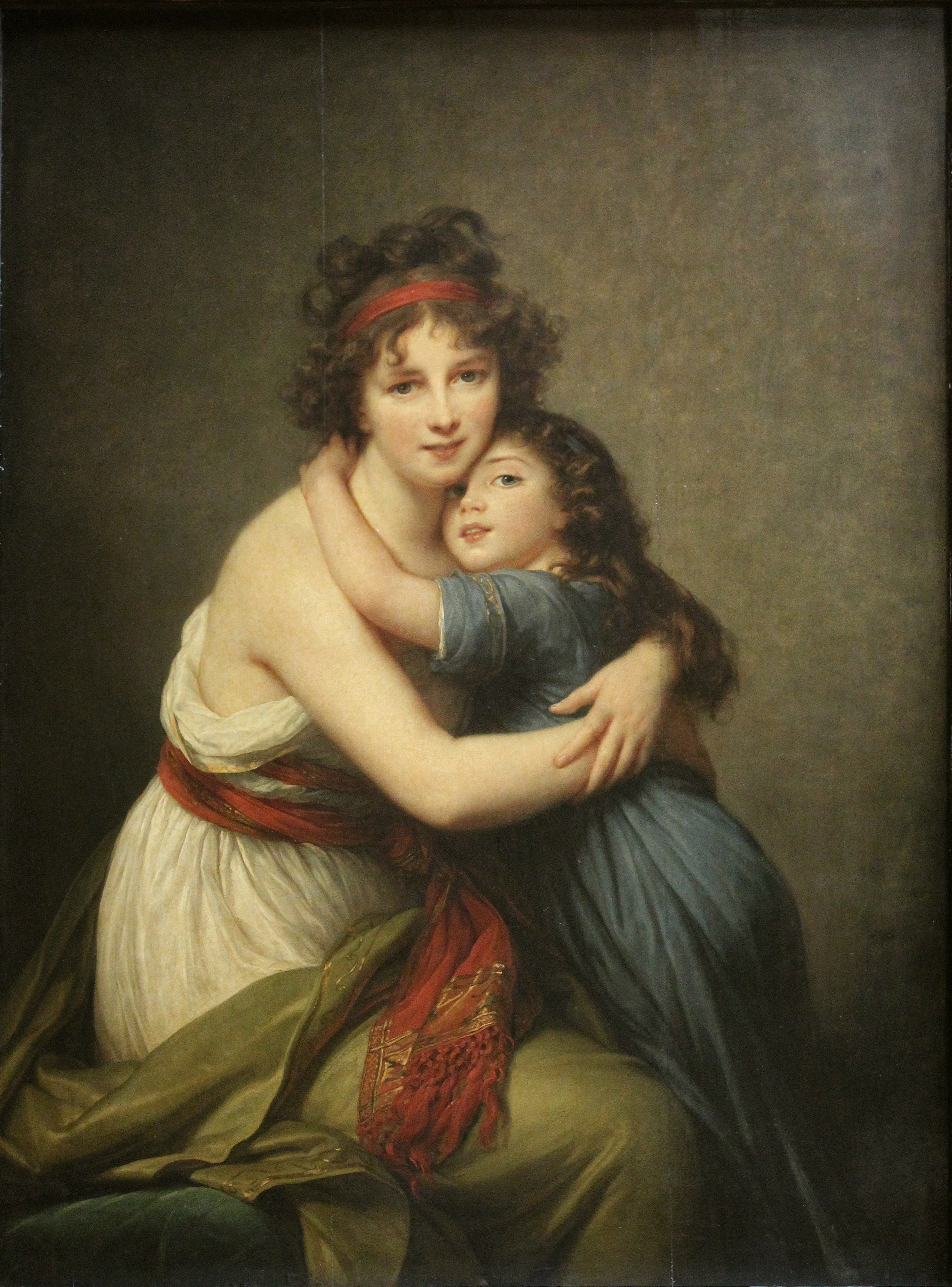
Autoportret z córką (1789) Luwr, Paryż
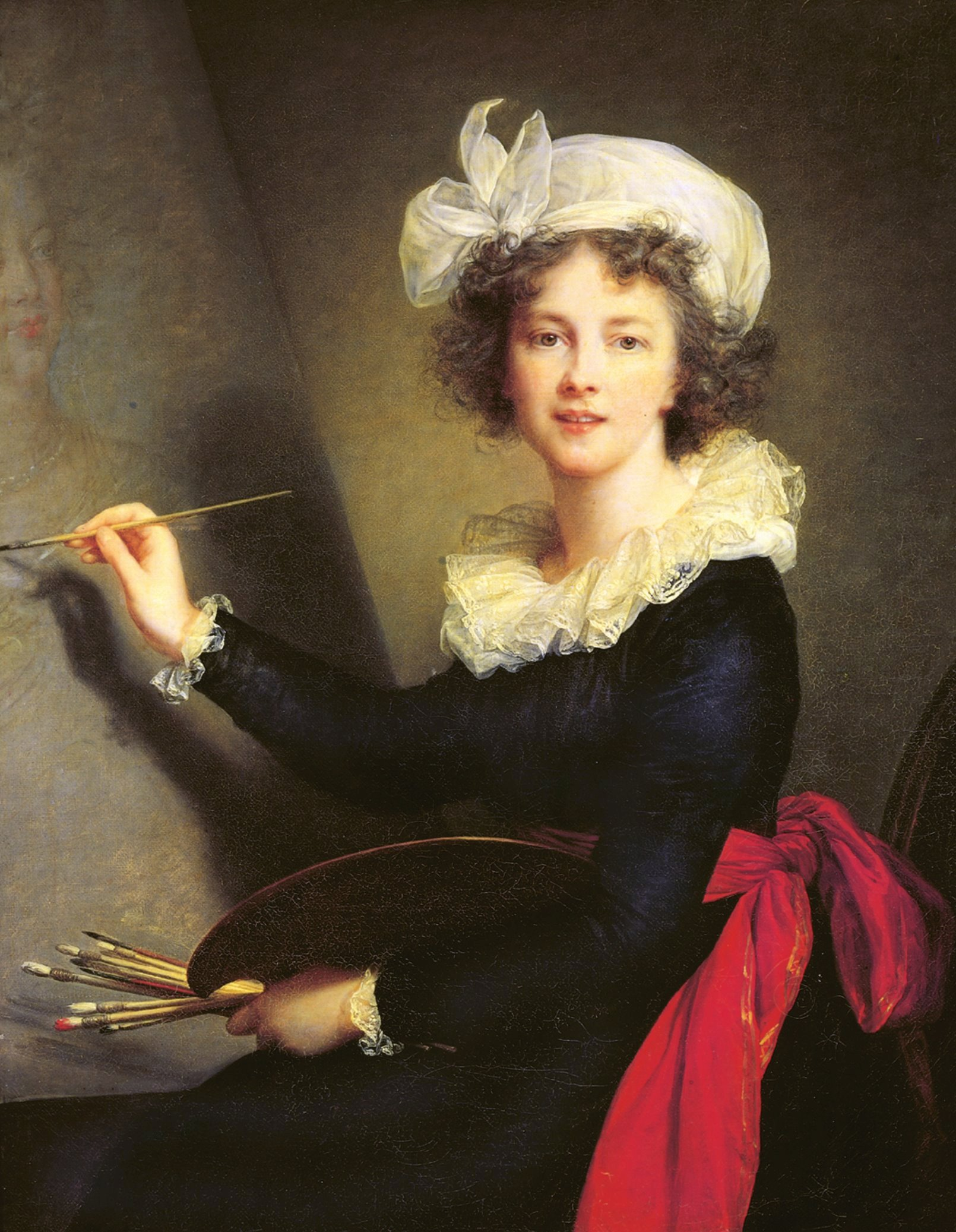
Autoportret (1790) Galeria Uffizi
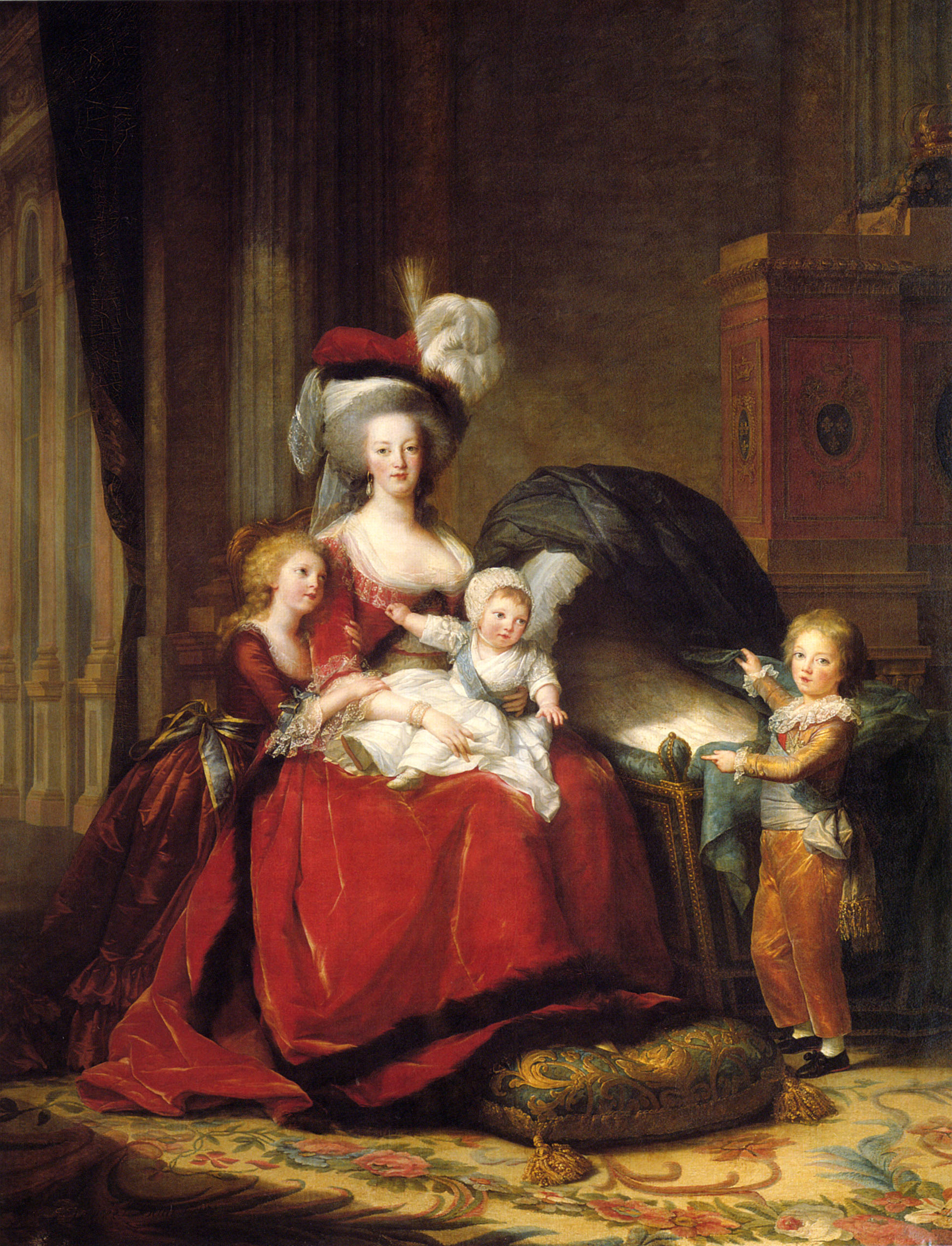
Maria Antonina z dziećmi (1787), Pałac wersalski
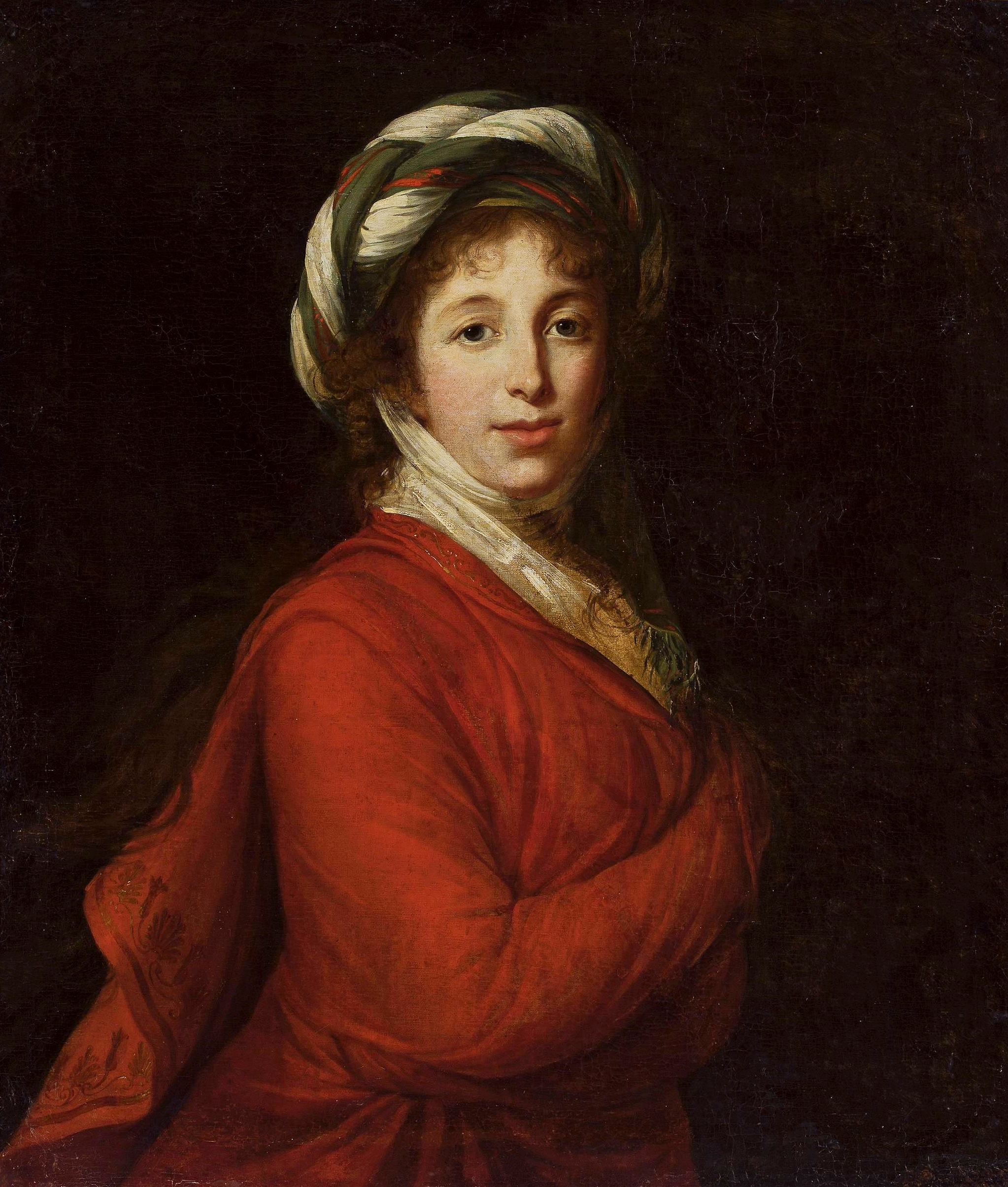
Helena z Przeździeckich Radziwiłłowa (1753-1821) (ok. 1805), Muzeum Narodowe w Warszawie
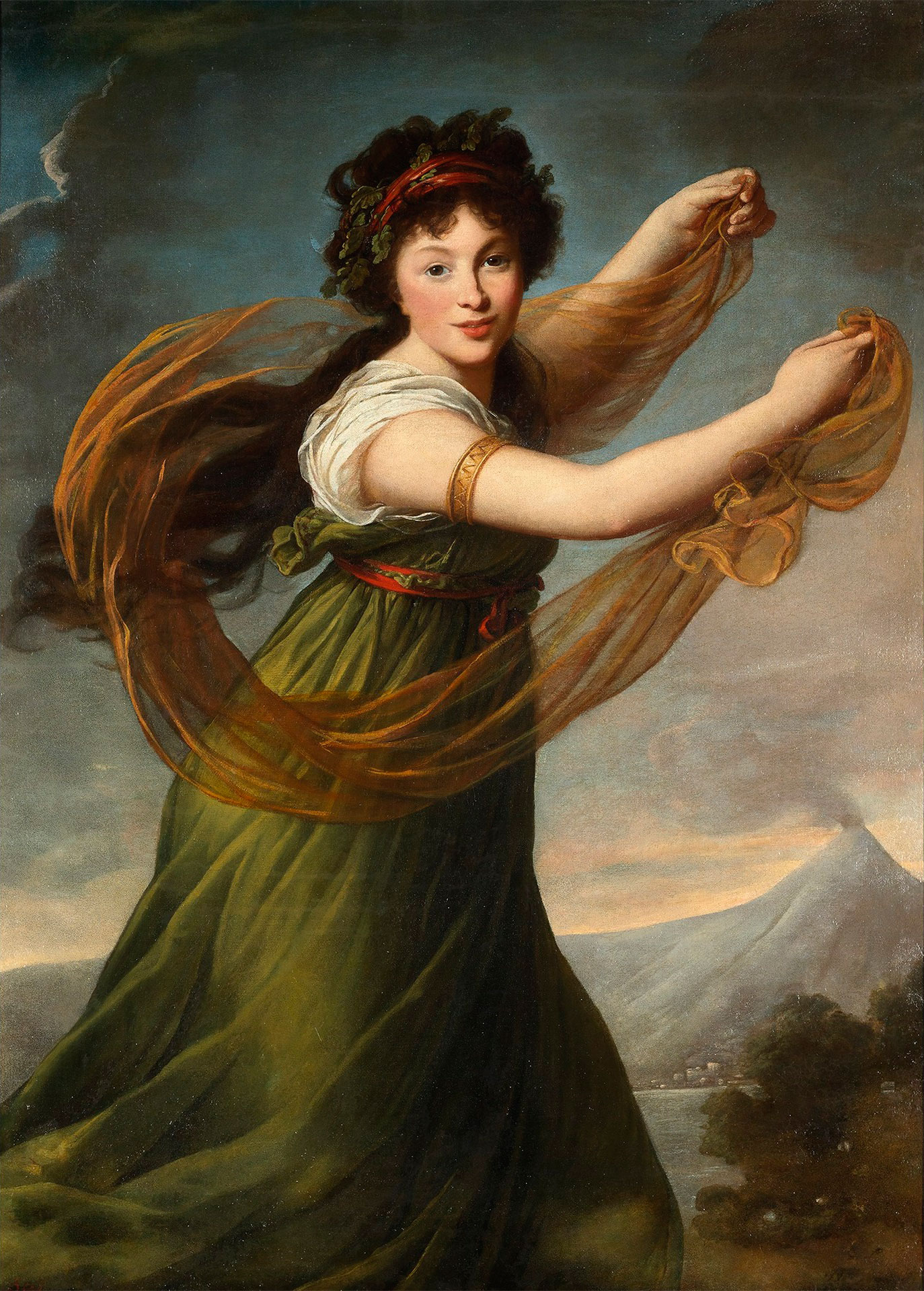
Pelagia z Potockich Sapieżyna (1794), Zamek Królewski w Warszawie
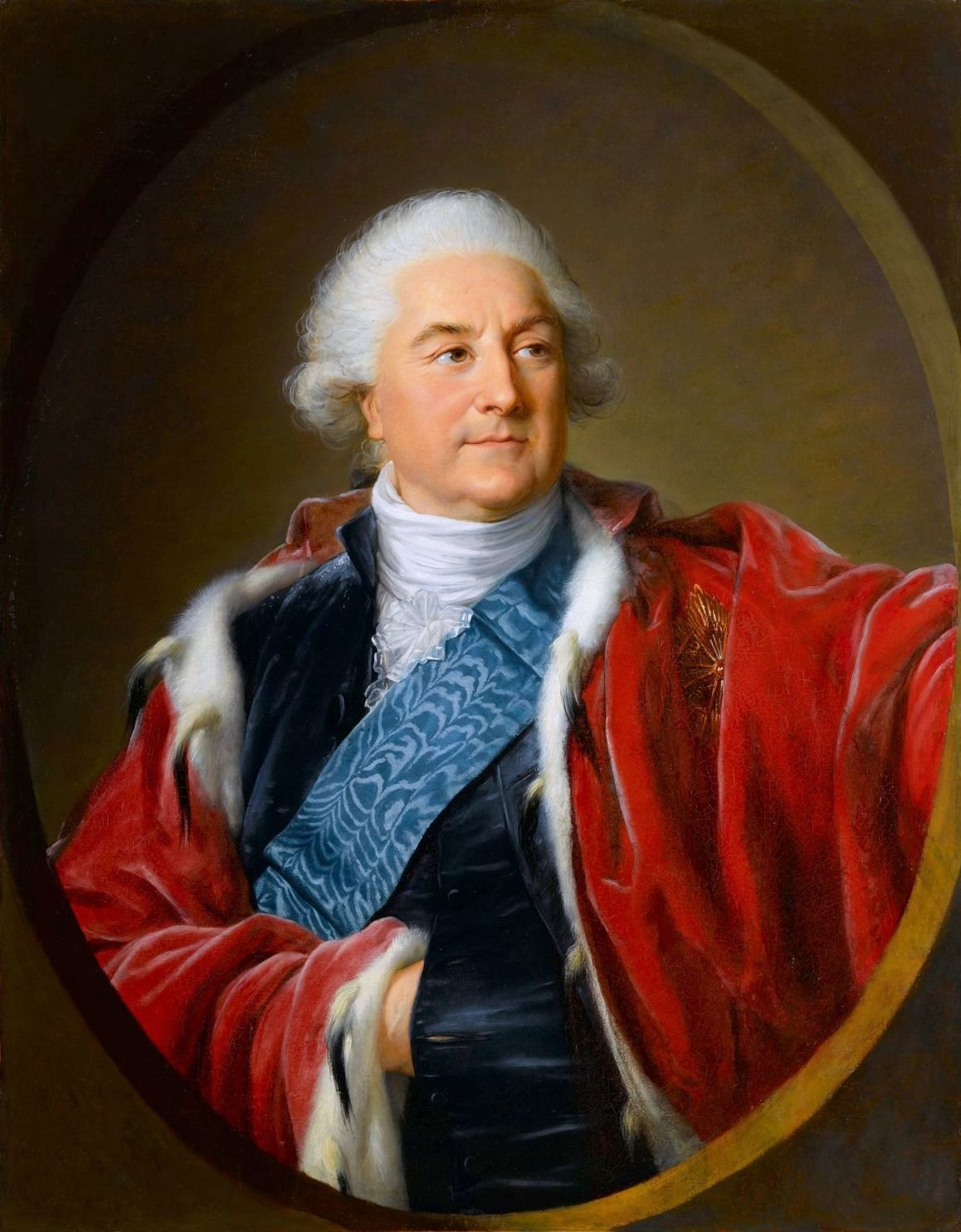
Stanisław August Poniatowski w stroju królewskim (1797), Pałac wersalski
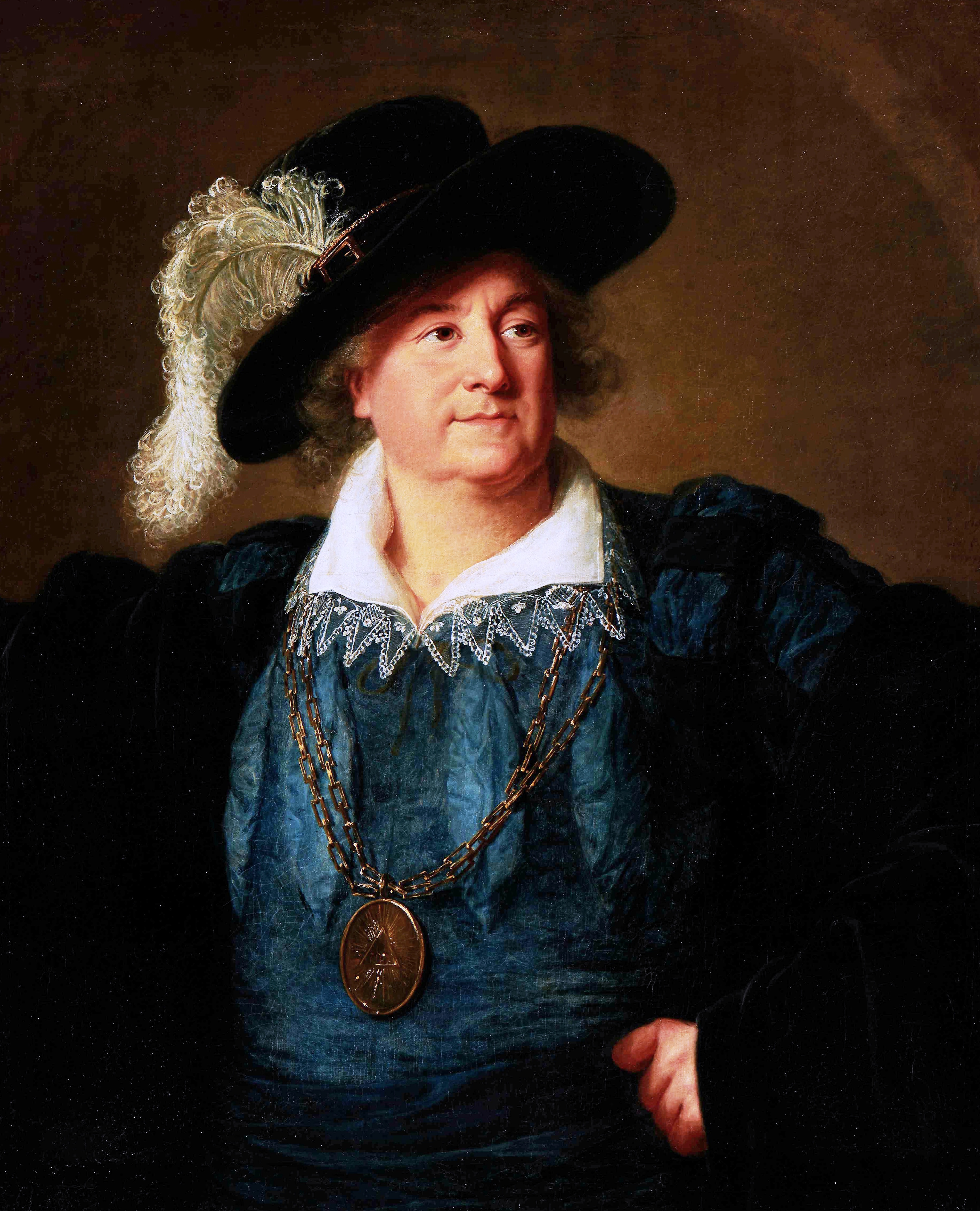
Stanisław August jako nowy Henryk IV (1797), Muzeum Narodowe w Krakowie
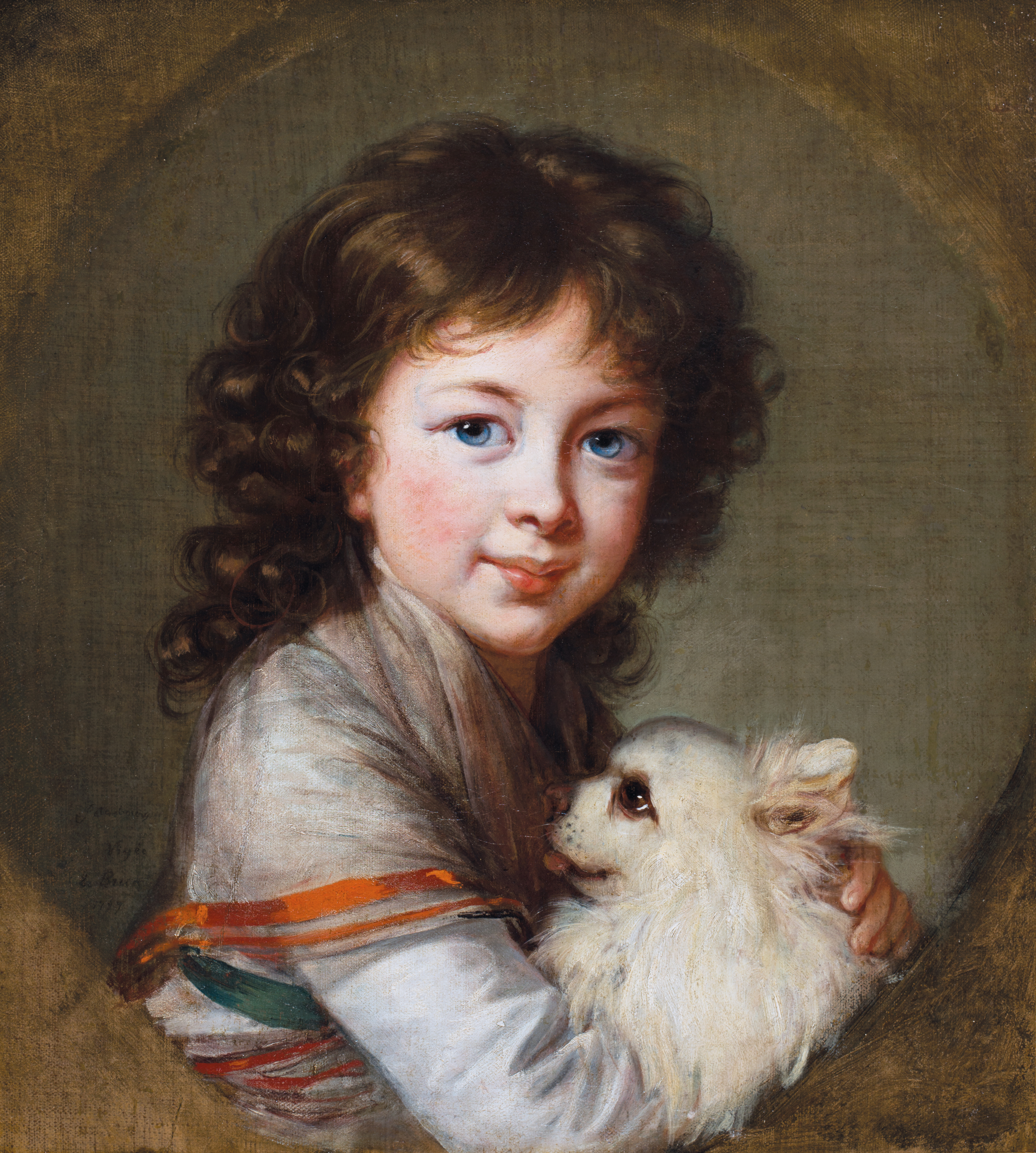
Elżbieta Izabella Mniszech z psem Kiopkiem (1797), Muzeum Narodowe Lublana